# 断熱材

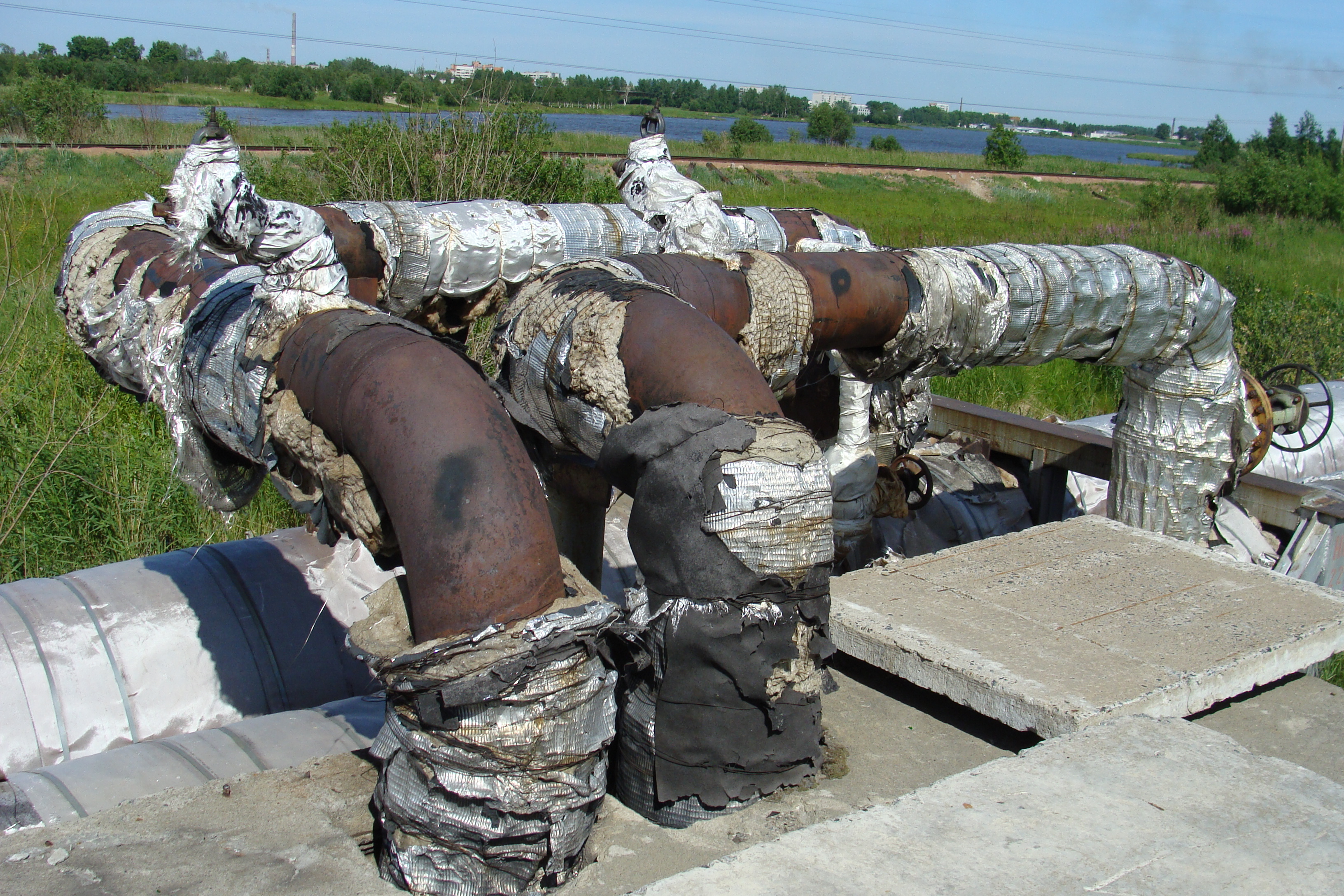
風雨にさらされてボロボロになった配管断熱

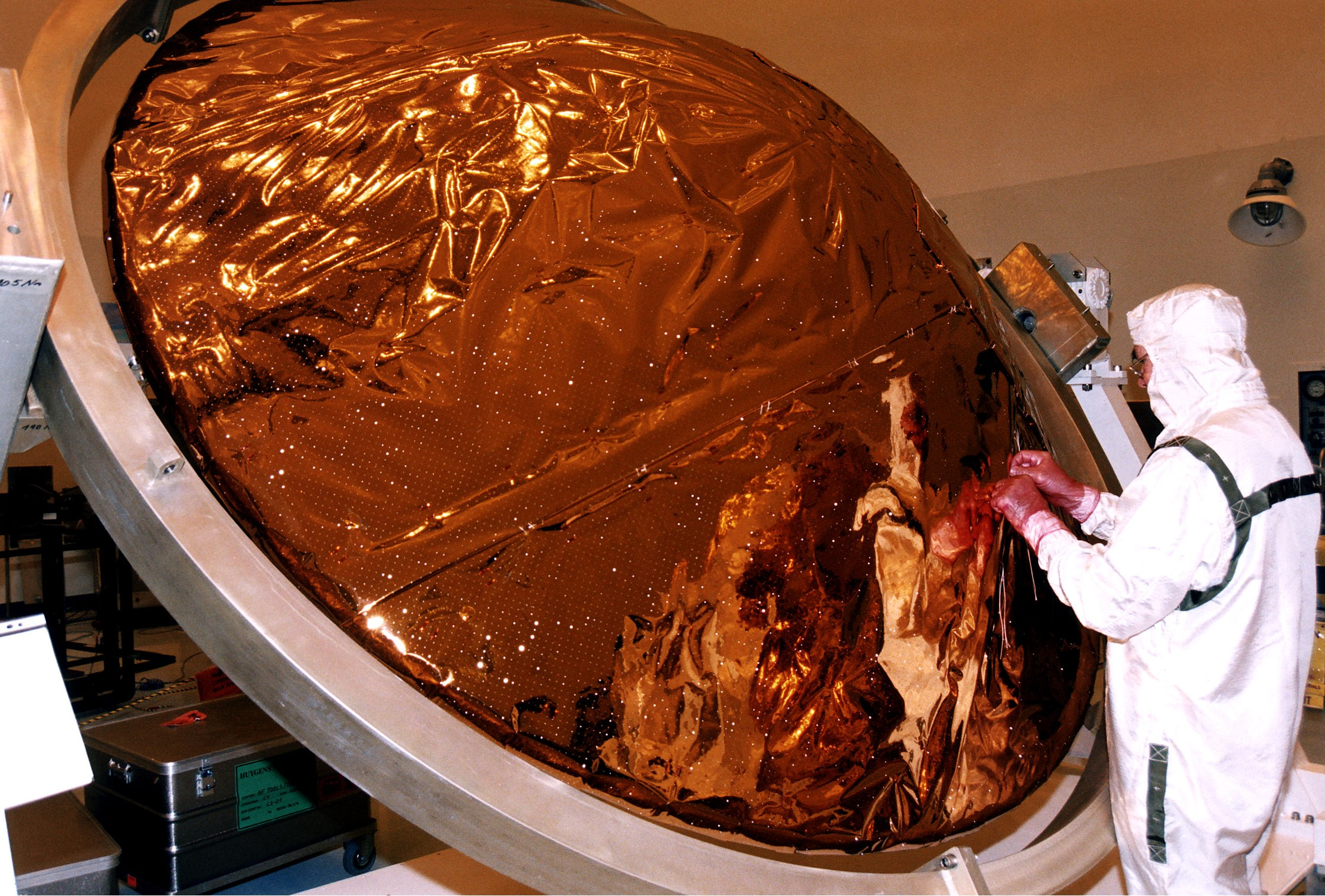
小型惑星探査機『ホイヘンス・プローブ』の断熱材

断熱材（だんねつざい）とは、物理・化学的物性により熱移動・熱伝達（どちらも）を減少させるものの総称。熱絶縁材とも呼ぶ。建築用のものは断熱材、工業用のものは保温材と呼称されることが多い。また、断熱材の材料を断熱材料、成形製品を断熱材と呼び分けるが現実には混用が多い。ここでは主に建築材としての断熱材について述べる。

## 概要
断熱（thermal insulation）とは、伝導、対流や放射による熱移動を防ぐことであり、それを実現しようとするものが断熱材である。JISでは、「システムからの熱移動を減少させるプロセス若しくはその機能を果たす製品，構成又はシステム」と規定されている。物理などの科学分野での断熱とは主に熱移動が無いことを示すが、建築など工学的分野の文脈で断熱を用いる場合は単に熱移動を少なくすることを言う。
建物の冷暖房の効率化や冷蔵庫など熱を扱う様々な用途に使われている。断熱材は冷房・暖房のエネルギー効率を高めるために建物で使用されるだけではなく、熱伝達を抑制することが重要なストーブ・冷蔵庫・冷凍庫・湯沸かし器等の器具の筐体部分、および多くの工業的な応用にも使用される。これらでは対象範囲内と外部との温度差を維持するために利用されている。
巷間、熱伝導を防ぐことをのみを断熱ということがあるが誤りである。建築材としての断熱材は熱伝導を抑えることにより断熱効果を高めたものが多いが、材料中の気泡の対流による熱伝達を抑制し効果を高めた断熱材や材質表面の反射率を高め熱放射を妨げた断熱材料（建築業界では特に遮熱塗料と呼び分けることもあるがこれも断熱材の一種）もある。
断熱材とは熱移動を抑える抵抗の働きをするものといえ、熱抵抗が高い（熱伝導率の低い）素材が用いられることが多い。気体は分子密度が低いため熱伝導率が低いが、対流による熱伝達が起きる。逆に固体は対流しないが分子密度が高く熱伝導率が高い（特に金属などの結晶質）。液体は熱伝導と対流を起すため建築用の断熱材に用いられることはほぼ無い（液体の熱伝達特性の良さを活かしたヒートパイプなども一種の保温・断熱システムであるが通常、断熱材とは呼ばれない）。現在利用されている断熱材には、密度の低いウール状繊維で熱伝導率の低い空気を簡易に保持した繊維系断熱材料や、固体の中に気体の小泡を多量に持つ発泡系断熱材料の利用が多い。また真空中では熱放射のみが起こり熱伝導や対流が発生しない事から、魔法瓶は内層と外層との空間を真空近くに陰圧した二重構造になっており、これにより伝導と対流による熱伝達を防ぐ一方、真空側の面を鏡面にして放射を反射することにより断熱効果を高めている。

## 断熱材の種類

### 繊維系断熱材
- グラスウール（最安価、耐熱性、吸音性）
- ロックウール（安価、耐熱性、吸音性）
- セルローズファイバー（高価、耐熱性、調湿性、吸音性）
- 炭化コルク（高価、耐熱性、調湿性、吸音性）
- 羊毛断熱材（高価、調湿性、吸音性）
- ウッドファイバー（高価、蓄熱性、調湿性、吸音性、難燃性）☆温度湿度の移動を緩和する。

### 発泡系断熱材
☆印は樹脂系を表す。
- ウレタンフォーム（防水性、現場発泡施工）☆
- フェノールフォーム（耐熱性）☆
- ポリスチレンフォーム（樹脂系では安価、軽量、耐水性）☆   建材では主に難燃剤を混ぜた素材が用いられる。
- EPS（ビーズ法ポリスチレン） 安価。気泡の内部は空気。見た目は市販の発泡スチロールだがEPS建材は難燃剤を含んでいる。
- 発泡ゴム(FEF) : 防水性と難燃性が卓越している。発塵しない。アウトガスがない。
- XPS（押し出し法ポリスチレン） 圧縮に比較的強い。断熱ガスが充填されたものもある。

### その他
- エアロゲル（繊維系断熱材との複合材が商品化されている。若干高価だが断熱性や施工性のバランスが優れている。 0.02～0.05W/mK[2]。）
- ヒュームドシリカ（非常に高価。断熱・耐熱性に優れているが脆い為に使用条件が制約される。データロガー、ホイスレコーダーの高熱からの保護や狭小スペースの断熱など限定された条件で使用されている。）
- 真空断熱材 （高価。非常に断熱性は高いが、破れると断熱性が維持できないため維持・施工に難点。0.0050W/mK(24℃)を達成した製品もある[3]。）
- 断熱塗料（塗膜内に中空ビーズ等を用いて、塗膜の熱伝導率を低くした塗料。
塗装するだけという施工の容易さがあり、一般的な塗料と比較して高価ではあるが、用途の幅が非常に広く、保温材としても使用が出来る。
建築物では改修時の外壁塗装で断熱効果を付与することが出来るため、建築物の長期寿命化や冷暖房エネルギーの削減などを加味すると、トータルコストは一般塗料よりも安価になる場合がある。
 0.05W/mkを達成した製品もある[4]。)

## 建材としての断熱材

### 施工
断熱は、断熱材料の熱抵抗値にばかり目を奪われがちだが、実際には隙間なく施工されなければ、計算通りの性能にはならない。住宅建築においては、クラスウール・ロックウールは日本では伝統的に大工が施工するケースがほとんどであり、隙間なく施工できるかどうかは大工次第である。また施工時にタッカーを打ちやすいように耳付の袋に入ったものが日本では主に流通しているが、袋入りのものは施工後に隙間を確認しにくいため、断熱・気密にシビアな北海道や、海外では袋入りの断熱材はほとんど流通していない。樹脂系のものは工場で発泡させてボード状の既製品したものを現場で取り付けるものと、現場で発泡させながら吹き付けるものとがある。後者は専門機械が必要となるため、専門の業者による施工がほとんどであるが、施工方法としては隙間なく施工しやすい。しかしこの方法は、発泡温度の関係からウレタンフォームにしか用いることはできない。セルロースファイバーも、専門の業者による吹込みの施工となる。

### 断熱の部位
建築分野では、断熱材を躯体の内側に設けるか、外側に設けるかによって内断熱、外断熱に区別される。かつては、風雨に対して対抗性の強い断熱材が無かったため、内断熱が常識だったが、外断熱にすると構造体も外気の急激な温度変化から保護されることになり、金属製構造体の結露を回避することが出来るメリットがある。また躯体によって断熱材が分断されないというメリットもあるため断熱欠損の面でも有利となる。しかし、逆に考えると、外断熱は構造体まで暖め（冷やさ）なくては室内環境を快適に出来ないという弱点もある。そのため、内断熱と外断熱は一長一短があり、建物用途によって使い分けるべきものである。また、高層建築物においては断熱材の剥離などに配慮する必要がある。表面結露を抑えるために断熱を行うことがあるが、断熱による内外の温度差から空気中の水分が断熱材表面で内部結露しやすくなる。これを防ぐためには防湿層を断熱材より内側に丁寧に施工することが必要である。内部結露を起こしたり、水にぬれた場合の劣化を防ぐために防水加工された断熱材が使われることもある。防湿層は断熱材の暖かい側に付加するのが普通である。すなわち、暖房された家の場合は防湿層は暖かい内部と断熱材の間に入れられる。また暑い気候の地域でのエアコン付きの家では防湿層が外部にあり、その内側に断熱材がある。

### 建築構造の断熱化
現在の住宅・建造物では採光性の面から多くの窓ガラスが取り付けられているが、これらは断熱性と相反する要素である。ここからの熱の流入出を防ぐ目的で、Low-E(Low-Emission)ガラスという熱放射を抑える金属皮膜がついた板ガラスやフィルムを使ったり、複層ガラスという二層の板ガラスの6mmから12mの隙間に乾燥空気やアルゴンガスを充填したり、真空層を作ったり、二重サッシにすることで断熱性を持たせているものも利用されている。ヨーロッパの一部では トリプルガラスという三層の板ガラスに乾燥空気とアルゴンガスを充填してさらにLow-Eガラスを付けたものもある。また、アルミでできたサッシも非常に熱を通しやすいため、樹脂や木製のサッシや、室内側を樹脂や木製にした複合サッシも一般的である。以前は、木製サッシは燃える素材であるというから使用が禁止されていたが、アルミサッシは簡単に熔けるのに対し、木製サッシは内部まで燃えずに原型を留めることから、性能を試験して示せば素材は制限されないということに法改正された。
多くの先進国では建造物の断熱化が義務付けられているが、日本では特に規定されていない。日本では施工費が一般的な窓ガラスよりも割高となるためなかなか普及していないが、その一方で冷暖房効率は良くなることから、エネルギーコストを考慮すれば結果的に割安とされる。
エネルギーコストが急速に増大した時代には、これらは特にエネルギーコスト削減の面で注目された。ヨーロッパでは、複層ガラスのほうがよく使われるために日本で一般的な一枚ガラス（フロート板ガラス）より安いそうである。
なお古くより日本家屋に見られる縁側（または日当たりの良い廊下）などは、家屋構造によって断熱構造を求めたものである。これら構造による断熱空間を持つ建築物では、夏季などに日の当たっている部分を敢えて（障子や雨戸を使う等して）締め切ることで、その奥の部屋が外気温より涼しくなる効果が発生する。
世界的にも似たような方法で断熱を行っている建築物もあり、いわゆる「屋根裏」と呼ばれるデッドスペースも断熱効果を目指した空間であるが、このデッドスペース有効活用を目指して屋根裏部屋を設けると、同室内は非常な酷暑や暖房効果の低さに見舞われる事があり、屋根裏部屋を活用するタイプの現代日本住宅では、屋根構造に断熱材を組み込むことで、これを改善しようと言う動きも見られる。

## 特記事項
- 住宅用断熱材は断熱性能によってAからEまで分類される。A:0.052-0.046、B:0.045-0.041、C:0.040-0.035、D:0.034-0.029、E0.028以下。（単位W/mK(24.0℃)）
- 発泡樹脂系の断熱材に封入されるガスは炭化水素系のものが多い。しかし、このガスが最近、オゾン層破壊 地球温暖化などの問題で制限されてきている。また、難燃剤を混ぜたものは、リサイクルしにくいという問題もある。
- かつて断熱材として耐久性（耐火性もある）に優れるアスベストがよく使われていたが、人体への影響（健康被害）が問題視された1980年代頃から使用されなくなっている。ただ、既存建造物にはまだ多く利用されており、これの解体による処理も、大きな社会問題となっている。（石綿の項を参照）